# P-3 오라이온

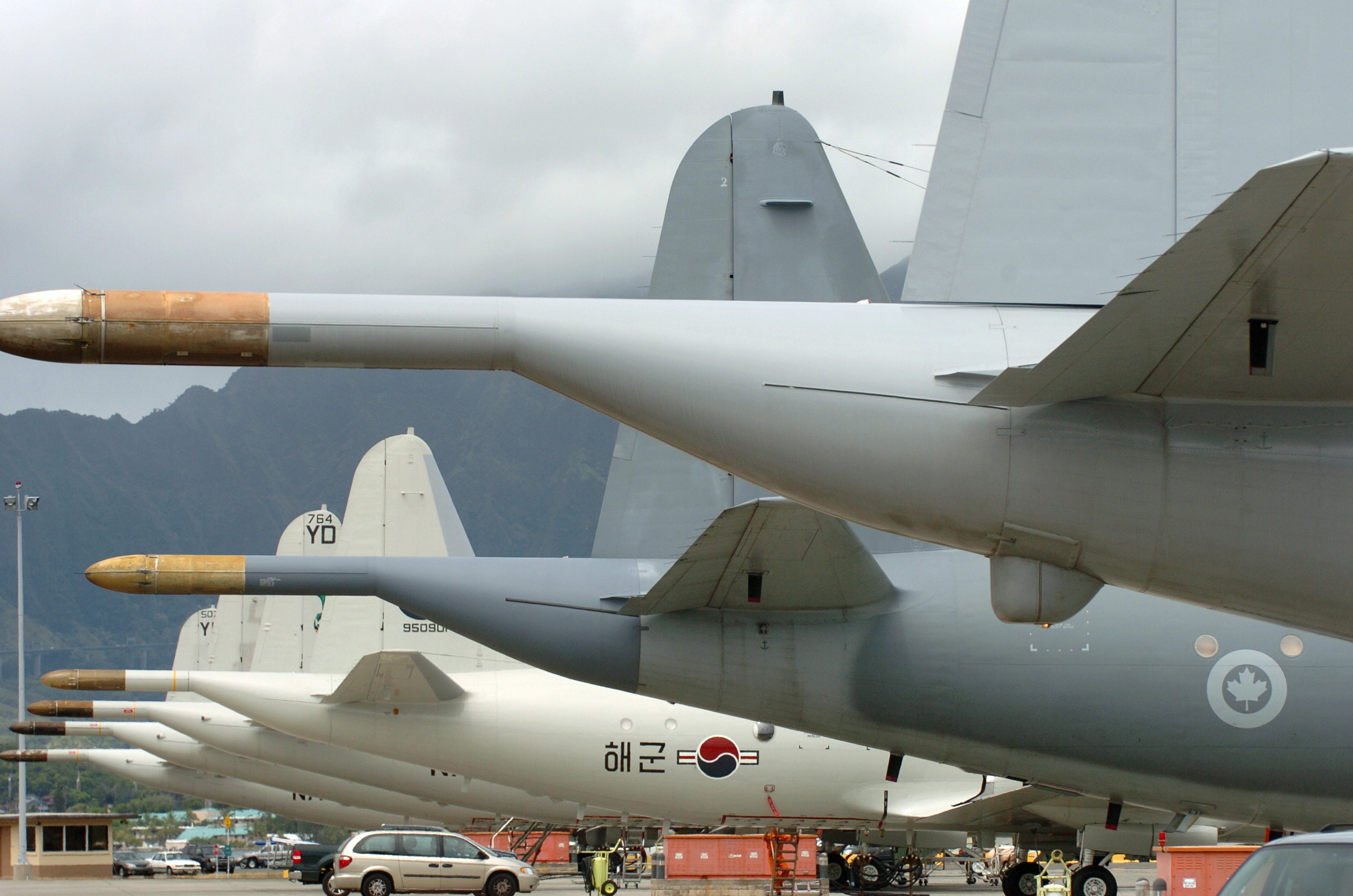
림팩 2006에 참가한 한국의 P-3C

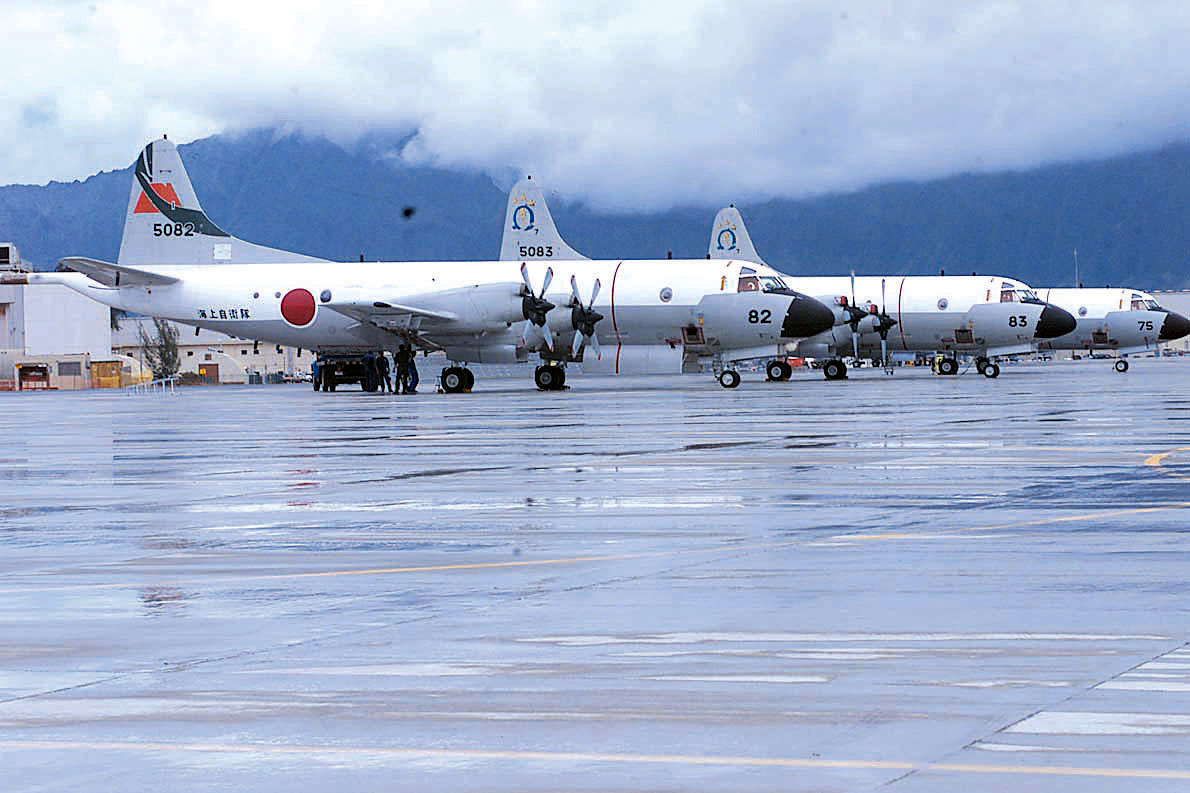
일본 해상자위대의 P-3C

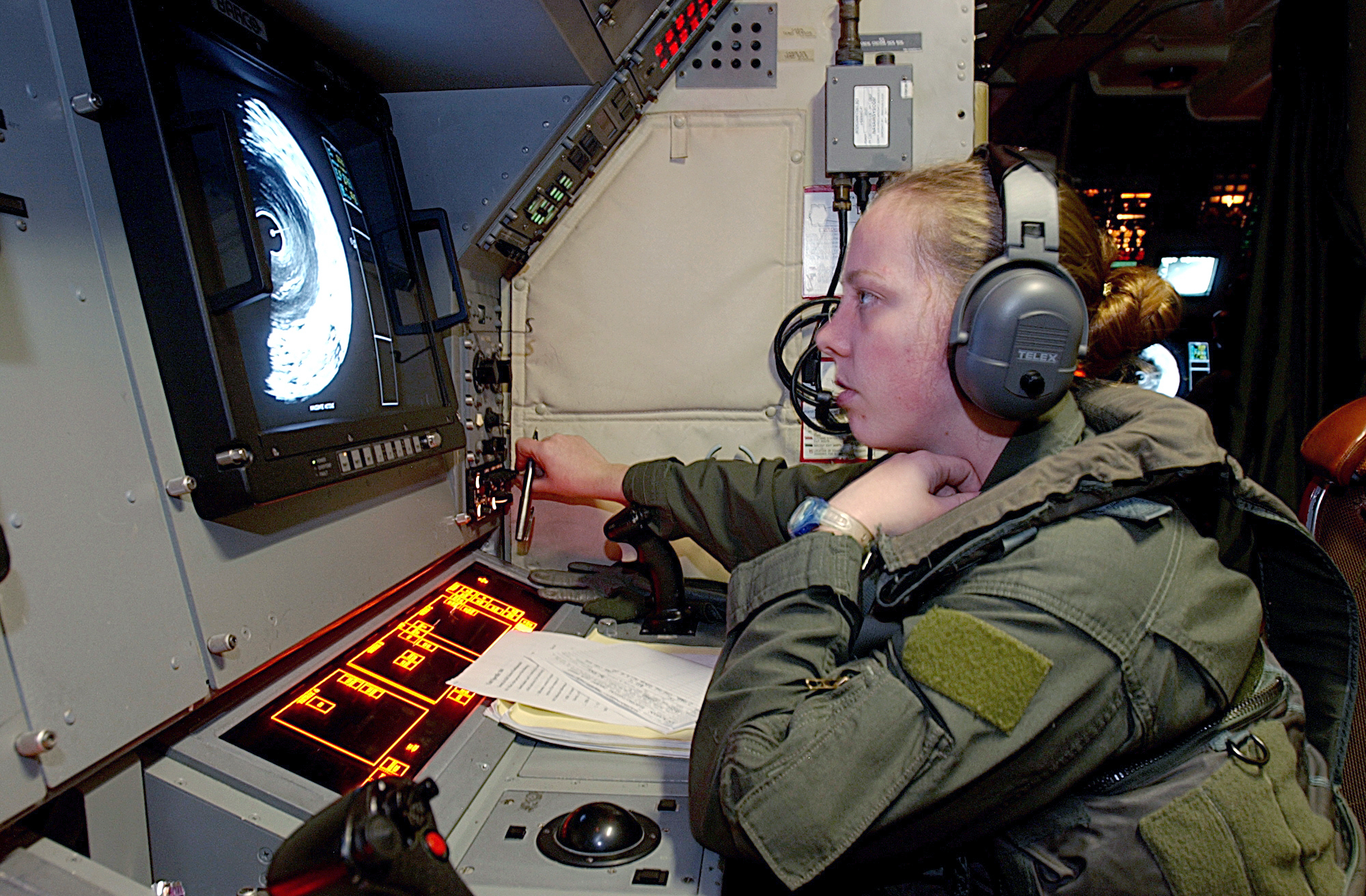
P-3C의 내부 콘솔

록히드 P-3 오라이온(영어: Lockheed P-3 Orion)은 주로 해상초계, 정찰, 대잠전에 쓰이는 미 해군의 해상 초계기이다. 100인승 민간용 여객기인 록히드 L-188 일렉트라를 군용 버전으로 개조한 것이다.
4개의 터보프롭을 사용하고 최대이륙중량이 70톤이라는 점에서, 역시 4개의 터보프롭을 사용하고 최대이륙중량이 60톤인 보잉 B-29 슈퍼포트리스와 유사하다. 비슷한 중량의 제트 여객기로는, 44~85톤의 보잉 737이 있다.
P-3 오라이온은 터보팬이 아닌 터보프롭엔진을 사용하는 것이 보잉 737과의 차이이다. 미국은 P-8 포세이돈으로 교체할 계획인데, 이것은 보잉 737 여객기를 그대로 사용한다. 일본은 자체개발한 보잉 737급 대잠초계기 가와사키 P-1으로 교체할 예정이다.
2012년이면, 보잉 B-52 스트래토포트리스와 함께, 50년간 주된 사용자가 계속 사용한 몇 안 되는 비행기가 된다.

## 설계
P-3 오라이온은 100인승 여객기인 L-188 일렉트라를 군용으로 개량한 것이다.

## B-29
P-3 오라이온은 4개의 터보프롭을 사용하고, 최대이륙중량이 63톤이라는 점에서, 보잉 B-29 슈퍼포트리스와 유사하다. 오라이온이 록히드 제품인데 비해, 슈퍼포트리스가 보잉 제품인 차이가 있다.
보잉 B-29 슈퍼포트리스는 B-17 플라잉 포트리스(30톤)의 2배 무게인 60톤이다. 플라잉포트리스, 슈퍼포트리스는 모두 미국 보잉이 제작했다. B-17과 B-29는 제2차 세계 대전 중의 미국 육군 항공대의 주력 대형 폭격기였다. 30톤인 B-17이 항공모함에서 이륙할 수 있는데 비해, 60톤인 B-29는 그럴 수 없다.
B-29는 또한 히로시마와 나가사키의 원자 폭탄 투하에 사용된 것으로 매우 유명하다. 티니안에서 이륙한 B-29 에놀라 게이는 2531 km 떨어진 히로시마 상공까지 날아가서, 고농축우라늄 핵폭탄 리틀 보이를 투하했다. 세계 최초이자 마지막인 핵공격이었다.
- 보잉 B-29 폭격기 - 프로펠러 4개, 최대이륙중량 60톤, 최대순항거리 9000 km, 폭탄탑재량 9톤
- 록히드 P-3 오라이온 - 프로펠러 4개, 최대이륙중량 63톤, 최대순항거리 9000 km, 폭탄탑재량 9톤
- 보잉 737 - 제트엔진 2개, 최대이륙중량 63톤, 최대탑재최장거리 4400 km, 120인승

## P-8
미국 해군은 록히드 P-3 오라이온을 퇴역시키고, 보잉 737 여객기를 개조한, 보잉 P-8 포세이돈을 배치할 계획이다. 일본 해상자위대도 록히드 P-3 오라이온을 퇴역시키고, 자체 개발한 동급 제트기로 교체할 계획이다.

## 운용국
- 미국 - 150대
- 일본 - 103대
- 대한민국 - 16대
- 캐나다 - 18대
- 오스트레일리아 - 15대
- 중화민국 - 12대
- 파키스탄 - 7대
- 그리스 - 6대
- 아르헨티나 - 6대
- 독일 - 5대
- 이란 - 5대
- 태국 - 3대
- 칠레 - 3대

## 대한민국 P-3CK 도입운용
우리나라  P-3C기 도입 운용은 1994년부터 1996년까지 1차로 8기 도입이 출발이다.
- P-3C 도입 8기

노후화가 심각한 S-2 트래커의 대체기종으로 선정돼서 1995년 6월 27일부터 8기를 도입하였다. 이미 1990년에 P-3의 생산이 종료된 상태였기에, 생산라인을 다시 살리기 위해서 대당 684억원(총 8대 92,161만달러)에 달하는 예산이 집행되었다. 초계기 선정 작업 당시 책정된 예산으로 성능을 제치고 본다면 경쟁기체였던 프랑스의 아틀란틱II는 무려 16대를 도입할 수 있었기에 엄청난 논란에 시달렸다. 게다가 사업진행 과정에서 대우그룹과 록히드가 과다한 커미션을 챙겼음이 알려지면서 말썽이 있었다.
그렇게 예산크리로 실제로 들어온 기체들은 거의 깡통 수준이었고, 그 다음해 예산을 들여서 업데이트Ⅲ의 성능을 완비했다. 이러한 형태가 잘못은 아니다. 무기체계는 대단히 복잡하므로 일반적으로 1년가량 시범운영 기간을 갖기가 보통이다. 혹은 필요한 미사일과 지원체계를 보충사업을 다시 편성하여 체계를 완성하기도 한다. 보통은 정당하게 진행되지만, 문제도 있다. 기반기를 도입하면 장비들도 지정된 것을 구입해야하므로, 선택의 폭이 좁아진다. 추가 예산을 편성할 때 커넥션이 작용하고, 비리가 생기기도 한다. 혹은 개량 명목으로 더 큰 덤터기를 씌우기도 한다. 물론 오라이언은 많은 국가가 쓰는 검증된 체계이므로 운용상 문제는 적었다고 알려진다.
- P-3CK 도입 8기

하지만 신규로 들여온 P-3C 8기로 넒은 우리나라 전 해상작전구역을 커버(3면을 효율적으로 커버하려면 적어도 32기 정도가 요구된다.) 하려다 보니 기체와 승무원들의 혹사가 극심했다. 결국 생산라인이 없어진 P-3C기 대안으로 우선 2005년에 미군의 예비역 기체로 남아있는 P-3B기를 P-3C형 사양으로 대폭 오버홀하여 추가 운용하기로 추진한다.
현재 우리나라가 추가로 도입 운용중인 8기의 P-3CK는 바로 P-3C를 개수한 것이 아니라 이 P-3B중고 기체를 도입하여 오버홀 한 것이다.
이름하여 대한민국 P-3 2차 해상초계기 기술도입 공동생산(성능개량) 사업은 P-3B 노후 항공기를 들여와 기골 개조 보강 및 핵심 항공전자장비를, 최신 개발품목으로 대체하여 항공기의 성능을 향상시키고, 내구 연한을 20년 이상으로 연장시키는 항공기 개수사업으로 2005년 발주 계약하여 2010년까지 오버홀 완료 도입을 목표로 추진되었다.
지난 1994년부터 1996년까지 우리나라가 도입한 1차 8기의 P-3C 양산을 마지막으로 미국이 생산라인을 폐쇄하는 바람에 P-3C 계열 초계기의 추가 획득을 위해서는 남아있는 P-3B를 P-3C 사양으로 개조하는 방법 밖에는 없었다.
미국 모하비사막이 위치한 애리조나 투산의 데이비스 몬탄 공군기지 곁에 자리한 제309항공우주정비 및 재생전대 AMARC(The Aerospace Maintenance and Regeneration Center)에는 한마디로 비행기들의 무덤이자 휴식처라고 할 수 있는 곳으로, 완전 용도 폐기된 잔해 수준의 기체부터 향후 사용을 고려해서 모스볼 처리된 녀석들까지 다양한 기체들이 존재하는 곳이다.
P-3B는 미해군이 평균 25년이 넘는 운용기간 동안 한계수명 15,000 시간에 거의 달한 노후기체로 퇴역 이후 이곳 사막에서 20년 동안 거의 방치되다시피 남아있는 대부분 상태 최악의 P-3B 기체들 중 그나마 괜찮은 총 9기의 기체를 골라서, 이중 1기는 부품조달, 동류전환 용으로 사용하고, 나머지 8기를 P-3CK로 개수(KAI 오버홀 비용 : 1,949억원)하였다. (그나마 당시 우리나라가 고르지 않았으면 우리보다 3년 후발(2008년)로 미 해군퇴역기 P-3C 12기 도입사업을 한 대만이 P-3B 도입사업으로 추진하여 골라갔을 지도 모를 일이다. )
P-3B 중고기체 중 1967년도에 제작된 5161, 5163, 5165, 5166,5168, 5195(스페어) 5206 기와 1966년도에 제작된 5213, 5219 기체로 9기를 선정하였다. 이중 1기(5219)는 L-3/IS (L-3 Communications Integrated Systems)사의 미국 텍사스주 Waco 공장에서 개조작업을 실시하였고 나머지 기체는 L-3/IS서 제공한 개조 킷트를 가지고 KAI가 사천공장에서 오버홀을 실시하였다.
KAI 추진 개수후 P-3CK 능력을 보면 노후 기체를 완전히 분해하여 주요 구조재를 보강 재조립함으로써 기체의 유효수명을 완벽한 제로 상태로 돌려 거의 신규 기체가 되었다. 이 과정에는 주익 및 수평안전판 등을 포함한 주요 기체 구성품을 교체하였으며, 보조익(Ailerons), 플랩(Flaps), 승강타(Elevators ), 그리고 방향타(Rudder)와 같은 구조재를 개조 강화하였다. 또한 유압 증강용 패키지, 연료체계 구성품 및 여압장치와 같은 항공기의 모든 시스템을 교체, 정비하였다.
이렇게 기체 유효수명을 새롭게 부여하는 것은 물론, 미션컴퓨터에서부터 신형 임무 장비를 통합하였다.
또한 해상 초계 항공기 운용 시 작전 운용능력의 극대화를 위해 항법 및 비행 관리를 위한 새로운 항공전자 시스템을 장착하였다.
작전임무 체계에 있어서는 EL/M- 2022 해상감시 레이더와 전자 감시센서, 적외선-전자광학 카메라, 잠수함 탐지를 위한 소노브이 시스템 등을 장착 통합하였다. 음성 및 데이타 통신을 위한 업그레이드 된 통신장비와 다양한 무기체계 및 자기 방어 시스템, 그리고 실시간 상황인지를 통해 전 승무원간 빠르고 효율적으로 자료를 생성 및 공유하기 위한 자료관리 시스템을 갖추었고 하푼공대함 미사일과 어뢰 등의 무장을 통합하였다.
최첨단 항공 전자장비 시스템 통합과 아울러 Harpoon Block2 대함미사일 경우 주익아래 파일론에 총 6기 탑재가능, WMS(weapon management system)를 바꾼 결과 청상어 어뢰 탑재가능, Maverick, SLAM 미사일등 운용 가능, 또한 P-3B에 원래 장착되어 있는 내부 장전식 48연장 해저 음향부표(sonobuoy) 투하기와 소노부이는 84기가 탑재가능하며,
또 주요 탑재가능한 무장으로 Harpoon, Maverick 미사일외에 어뢰, 기뢰, 폭뢰 등 무장을 주 날개의 10개 무장 장착대와 기체내부에 최대 6,220kg 장착할 수 있다. ( * 개량형 P-3C의 경우 Jammer, 펄스분석능력을 갖춘 전자지원(ESM)장비, 전자광학 센서 등을 탑재하고 있다.
P-3CK레이더는 이스라엘 IAI제 탑재(탐지거리 : 300Km) 하였고, 획득정보 저장장치로 하드디스크 사용, CPU는 3개에서 8개로 증가되어 정보 처리속도 10배 향상, 또한 1대의 미션켬퓨터가 사용 불능이 되어도 다른 컴퓨터가 임무를 수행할 수 있으며, 조종시스템, 연료시스템 등도 개량하였다.
더욱이 해상 초계 임무에 투입되는 KF-16의 부족한 대함 레이더 성능에 대해 P-3CK의 레이더가 Data-link를 통해 정보를 전달함으로써 KF-16은 그 정보에 따라 대 수상공격 임무를 수행할 수도 있다.
개수 후 2011년까지 단계적으로 대한민국 해군에 납품되어 현재 총 16대의 해상초계기를 운용 중이다.
말이 좋아 개수지 실제로는 기체를 새로 만드는 것에 가까운 작업이 KAI에서 이루어졌다고 봐야 한다. 이런 기체를 들여와 향후 20년간 15,000시간의 비행시간을 확보하는 것은 어쩌면 새 기체를 만드는 것보다 더 어려운 작업이라고 해도 무방할 정도다.
신규 기체였던 P-3C 보다 15년 후에 노후 P-3B 중고기체를 오버홀 한 P-3CK의 성능이 좀 더 좋다보니 운용 중인 해군 부대는 이 성능에 매우 만족하고 있다고 한다.
원래 2010년에 모두 해군에 인도되어야 했으나 장비통합 과정에 차질이 생겨 1년 연장되었다. KAI가 지체상금 2천억원을 내야 할 상황이었으나 문제는 KAI의 잘못이 아니었다. KAI는 기체를 개량하고 정부가 관급한 장비를 통합하는 역할만 하였다. 탑재 초계장비는 미국 L3제가 선정되어 KAI에게 넘겨주게 되어있었다. 그런데 L3사측에서는 자국 정부의 일감이 많아 한국측 일감을 미루어 늦게 납품했고, KAI는 꼼짝없이 기다릴 수밖에 없었다. 그럼에도 정부는 KAI에게 납기지연 책임을 물린 것이다. 참고로 저 지체상금은 국내업체는 상한이 없고 외국업체만 계약의 10%상한이 있는 불공정한 것인데, 그마저도 L3사는 책임을 지지 않았다.
- P-3C 8기 P-3CK로 성능 향상

대한민국 해군은 지난 1994년부터 1996년까지 1차로 도입 운용 중인 8대의 P-3C 항공기에 대하여도 P-3CK로 성능 향상 작업을 추진하였다. 1차 해상초계기 성능개량사업은 해군의 핵심 대잠 전력으로 운용중인 P-3C 해상초계기의 노후장비인 레이더, 적외선 열상장비 등 10종을 국내에서 기술협력생산방법으로 성능개량하는 사업으로 대한항공이 2013년 3월 방위사업청으로부터 P-3C 해상초계기 성능개량 사업을 4,409억원에 수주하여 2016년 7월 개량기를 처음 인도한데 이어 순차적으로 8대의 P-3C 해상초계기 성능개량을 마무리했다.
이 사업을 통해 P-3C 해상초계기의 레이더와 소노부이(음향탐지장비) 등이 최신 디지털 장비로 교체되고 동영상 전송장비, 선박자동식별 장치 등이 새로 장착되었으며, 2010년 전력화된 P-3CK 해상초계기와 장비 호환성도 높아 해군의 군수지원 운용 능력도 한층 향상됐다는 평가를 받았다.
성능개량 사업은 순조롭게 마무리됐지만 계약서 상 2016년까지인 사업완료 기한을 두고(1,393일 지체 발생) 방위사업청과 대한항공간 양측이 이견차를 좁히지 못하면서 법정공방으로 비화됐다.
대한민국 해군의 P-3CK 16기 도입 완료 후 방위사업청에서 후속 차기해상초계기 도입사업으로, 2018년 11월 27일  보잉 P-8 포세이돈 6대 도입이 확정되어 2022부터 순차적으로 도입운용된다.

## 파생형

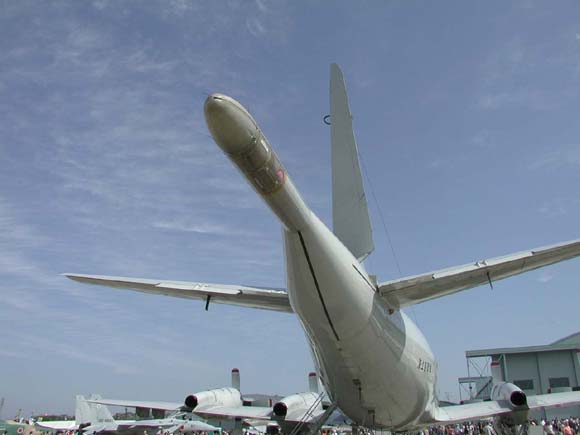
MAD rear boom

- P-3A: 최초 생산 버전. 157대 생산.
- P-3A (CS): 향상된 레이다를 장착. 미국 세관용. 4대 제작.
- EP-3A: 전자 정찰기 버전의 테스트기. 7대 제작.
- NP-3A: 미국 해군연구소. 3대 제작.
- TP-3A: 훈련기. 12대 제작. 모든 ASW 장비가 제거됨.
- P-3C: 세 번째 생산 버전.
  - P-3C Update I: 새롭고 향상된 에비오닉스 장착. 31대 생산.
- EP-3: 일본 해상자위대의 ELINT기.
- P-3G: 록히드 P-7의 최초 제식명칭.
- P-3T: 태국 해군을 위해 개조된 2대의 P-3A.
- P-3CK: 대한민국 해군을 위해 개수된 8대의 P-3B 및 8대의 P-3C

## 제원 (P-3C 오라이온)
일반 특성
- 승무원: 11명
- 길이: 116 ft 10 in (35.6 m)
- 날개폭: 99 ft 8 in (30.4 m)
- 높이: 33 ft 8.5 in (10.3 m)
- 날개면적: 1300 ft² (120.8 m²)
- 체공중량: 61,500 lb (27,900 kg)
- 최대이륙중량: 139,760 lb (63,400 kg)
- 이륙 활주 거리: 4,660ft, (1,420m) (※Mk. 46×4발, AGM-84 A×4발 탑재 시)
- 엔진: 4 × Allison T56-A-14 터보프롭, 4,600 마력 (3,700 kW) 각각

성능
- 최대속도: 411 노트 (750 km/h)
- 순항속도: 328 노트 (610 km/h)
- 전투행동반경: 1,346 해리 (2,490 km) 1,500 피트 상공에서 3시간 임무
- 순항거리: 4,830 해리 (8,944 km)
- 비행지속시간: 16 시간
- 고도: 28,300 ft (8,625 m)
- 상승율: 3,140 ft/min (16 m/s)

무장
- 기관포: 없음
- 하드포인트: 날개에 10개, 내부무장창 8개, 최대무장량 20,000 lb (9,100 kg)
  - 폭탄: 폭뢰, Mk 101 룰루 핵폭뢰, MK20 록아이, MK80 시리즈 (MK82, MK83, MK84) 범용폭탄, B57 핵폭탄
  - 미사일: AGM-84 하푼, AGM-84E SLAM, AGM-65 메버릭
  - 기타:
    - Mk 44, Mk 46, Mk 50, Mk 54, MU90 임팩트 어뢰
    - Mk 25, Mk 39, Mk 55, Mk 56, Mk 60 CAPTOR, Mk 65 퀵스트라이크 기뢰
    - 스톤피쉬 기뢰
    - 액티브, 패시브 소노부이

## 같이 보기
- P-2 넵튠
- P-5 말린

관련 개발
- 록히드 L-188 일렉트라
- 록히드 EP-3
- WP-3D 오라이온
- CP-140 오로라
- 록히드 P-7

유사 항공기
- 아브로 섀클턴
- 브레게 아틀랑티크
- EADS CASA C-295 MPA
- 호커 시들리 님로드
- 일류신 Il-38
- 가와사키 P-1
- 록히드 C-130 허큘리스
- 보잉 B-29 슈퍼포트리스 - 세계유일 핵폭탄 투하 폭격기
- 보잉 737 - B-29와 비슷한 크기의 쌍발 제트 여객기, 100인승, 최대이륙중량 70톤.
- P-8 포세이돈 - 보잉 737의 군용기 버전.
- 투폴레프 Tu-16 - B-29와 비슷한 크기의 쌍발 폭격기
- 투폴레프 Tu-104 - 투폴레프 Tu-16의 여객기 버전, 100인승, 최대이륙중량 70톤.
- 투폴레프 Tu-4 - B-29를 역공학으로 베낌.
- 투폴레프 Tu-70 - 투폴레프 Tu-4의 여객기 버전. 72인승.
- P-3 오라이온 - B-29와 비슷한 군용기. 프로펠러 4개, 최대이륙중량 70톤.
- 록히드 L-188 일렉트라 - P-3 오라이온의 여객기 버전. 100인승.

관련 목록
- 군용기 목록
- 록히드 비행기 목록
- 보잉 B-29 슈퍼포트리스